# リヴァードッグス
- リヴァードッグス
- リバードッグス
- リヴァードッグズ
- リバードッグズ

リヴァードッグス、またはリバードッグス（Riverdogs）は、アメリカ合衆国のロックバンド。1989年にロサンゼルスで結成された。

## バンドのメンバー
現在のメンバー
- ロブ・ラモット(Rob Lamothe) - ボーカル、ギター、キーボード（1989年–現在）
- ニック・ブロフィー(Nick Brophy) - ベース、ギター、キーボード（1989–現在）
- ヴィヴィアン・キャンベル(Vivian Campbell) - ギター（1989-1992、2003-現在）
- マーク・デンザイゼン(Marc Danzeisen) - ドラム（1990-1992、2003-現在）

元メンバー
- マイク・ベアード(Mike Baird) - ドラム（1989-1990）
- ジェイムズ・マイケル(James Michael)-キーボード、ギター、バックボーカル（1989）
- スペンサー・サーコム(Spencer Sercombe) - ギター（1989）
- ケイリー・ベアー (Cary Beare) - ベース、ボーカル（1992-2003）
- ロニー・チャーゴ(Ronnie Ciago) - ドラム（1992-2003）

## 録音
ニック・ブロフィーはアルバム"Riverdogs"ではベースギタリストとして演奏していたが、 "Absolutely Live" と "Bone"ではヴィヴィアン・キャンベルに代わりギタリストとしてプレイし、彼自身はベーシストの座をCary Beareに交代している。
ヴィヴィアン・キャンベルは現在、デフ・レパードとラスト・イン・ラインで活動している。
ロブ・ラモットは、元バッドランズのベースギタリスト、グレッグ・チェイソンのソロアルバム『It'sAboutTime』の「 TheRiver 」のゲストリードボーカルだった。同様にマーク・デンザイゼンも同アルバムのいくつかの楽曲にバックボーカリストおよびパーカッショニストとしてゲスト参加していたミュージシャンである。
ロブ・ラモットとヴィヴィアン・キャンベルはどちらも既にソロでのキャリアを有していた。
マーク・デンザイゼンは1992年にリトル・シーザーでドラムをプレイし、1994年には元ガンズ・アンド・ローゼズのギルビー・クラークとレコーディングしてツアーを行った。 デンザイゼンは第一線のスタジオドラマーとして活躍する一方で、コマーシャルやテレビ番組、映画の音楽の制作や作曲も手掛けるようになった。
アルバム『リヴァードッグス』の一曲「アメリカ」ではキーボーディストのケヴィン・ギルバートが参加している。
また、同曲ではアレン・デシルバがドラムを演奏している。
リヴァードッグス（ロブ・ラモット、ヴィヴィアン・キャンベル、ニック・ブロフィー、マーク・デンザイゼン）は、2011年前半にアルバムをリリースすることでMelodicRock Recordsと契約した。その成果である、 World Gone Madは、2003年の「失われた」セッションからの未発表の楽曲と、おそらく新曲をフィーチャーしている。ロサンゼルスで1週間かけてアイデアを練り、オリジナル曲に新しいパートをリミックスして追加した。 リヴァードッグスは2016年の後半までカリフォルニア州ハリウッドでアルバムのレコーディングに取り組み、アルバム「カリフォルニア」は2017年7月7日にリリースされた。

## ディスコグラフィー

### スタジオアルバム
- 『リヴァードッグス』 Riverdogs （1990）
- 『ボーン』 Bone（1993）
- 『ワールドゴーンマッド』 World Gone Mad（2011）
- 『カリフォルニア』 California（2017）
- 『プリプロダクション1989』[3] Pre-Production 1989 (2019)

### ライブアルバム
- 『オンエア』 On Air（1990）
- 『アブソルートリー・ライブ』 'Absolutely Live'（1993）